# Kiyonobu Okajima
Kiyonobu Okajima (岡島 清延 Okajima Kiyonobu?,  nacido el 30 de junio de 1971 en Tokio) es un exfutbolista japonés que se desempeñaba como centrocampista.

## Trayectoria

### Clubes
| Club       | País  | Año         |
| ---------- | ----- | ----------- |
| Urawa Reds | Japón | 1994        |
| Tokyo Gas  | Japón | 1995 - 1997 |